# 法加薩 (美屬薩摩亞)
法加薩（英語：Fagasā）是美屬薩摩亞圖圖伊拉島東區的一個村莊。該村莊位於該島北岸的法加薩灣旁。該村莊毗鄰美屬薩摩亞國家公園圖圖伊拉部分。前往阿拉瓦山的起點位於法加薩山口旁的村莊附近。
紫禁灣被譽為南太平洋最美麗的海灣之一。可以乘船或從法加薩步行到達。
法加薩灣設有海豚保護區。